# Liste der Erzbischöfe von Smolensk
Die folgenden Personen waren russisch-orthodoxe Bischöfe und Erzbischöfe von Smolensk (Russland):
- Manuil (1137–1167)
- Konstantin (um 1180)
- Simeon (um 1197)
- Ignatius (um 1206)
- Lasar (um 1220)
- Merkurij
- Feofilakt (1356– )
- Parfenij (1365– )
- Daniel (1375–1382)
- Michael (1383–1396)
- Nasson (1396– )
- Sebastian (1415)
- Gerasim (1433–1435)
- Misail (1454–1474) (danach Bischof von Kiew)
- Joachim (1475 und 1490)
- Iosif Saltan (1494–1509)
- Warsofonij (1509–1514)
- Iosif (1515–1532)
- Sawa Slepuschkin (1536–1538)
- Gurij Sablotskij (1539–1555)
- Simeon (1555–1567)
- Feofil (1568)
- Silvester I. (1572–1589)
- Feodosij (1592–1604)
- Sergij (1608–1611)
- Isaja Kopinskij (1628–1631) (danach Bischof von Kiew)
- Filaret (1658–1671) (vorher Bischof von Susdal)
- Warsofonij Eropkin (1671–1676)
- Simeon Miljukow (1676–1686)
- Silvester II. Tschernizkij (1699–1704)
- Silvester III. Krajskij (1707–1712)
- Dorofej Korotkewitsch (1712–1718)
- Silvester IV. Cholmskij/Wolynez (1719–1720) (danach Bischof von Twer)
- Warlaam Kosowskij (1720–1721) (vorher Bischof von Twer)
- Filofej (1722–1727)
- Gedeon Wischnewskij (1728–1761)
- Parfenij Sopkowskij (1761–1795) (vorher Erzbischof von Nowgorod)
- Dmitrij Ustimowitsch (1795–1805) (vorher Bischof von Kiew)
- Serafim Glagolewskij (1805–1812) (danach Bischof von Minsk)
- Irinej Falkowskij (1812–1813) (auch Bischof von Kiew)
- Ioasaf Sretenskij (1813–1821) (vorher Erzbischof von Nowgorod)
- Iosif Welitschkowskij (1821–1834)
- Timofej (1834–1859) (vorher Erzbischof von Nowgorod)
- Antonij Amfiteatrow (1859–1866) (vorher Bischof von Kiew und danach Bischof von Kasan)
- Johann Skokolow (1866–1869) (vorher Erzbischof von St. Petersburg)
- Serafin Protopopow (1869–1874) (vorher Erzbischof von Nowgorod und danach Bischof von Riga)
- Iosif Drosdow (1874–1881)
- Nestor Metaniew (1881–1889) (vorher Erzbischof von St. Petersburg)
- Guriew Ochotin (1890–1896)
- Nikanor Kamenskij (1896–1899) (danach Bischof von Orlow)
- Mitrofan Newskij (1899) (vorher Bischof von Orlow)
- Peter Dugow (1899–1908)
- Feodosij Feodosiew (1908–1919) (vorher Erzbischof von Nowgorod)
- Filipp Stawizkij (1920–1924)
- Walerian Ruditsch (1924–1924)
- Serafin Ostroumow (1927–1936)
- Vakanz 1936-1944
- Sergij Smirnow (1944–1955)
- Michael Tschub (1955–1957)
- Innokentij Sokal (1959–1964)
- Antonij Wakarik (1965–1967)
- Gedeon Dokukin (1967–1972)
- Feodosij Prozjuk (Процюк) (1972–1984)
- Kirill Gundjajew (1984–2009)
- Feofilakt Kurjanow (seit 2009)